# Beacon Head
Das Beacon Head ist eine kleine Landspitze vor der Fallières-Küste des Grahamlands im Norden der Antarktischen Halbinsel. Sie liegt an der Nordseite der Einfahrt zur Lystad Bay auf Horseshoe Island.
Das UK Antarctic Place-Names Committee benannte die Landspitze nach dem Leuchtfeuer (englisch beacon), das argentinische Wissenschaftler hier errichteten und das dem Falklands Islands Dependencies Survey im Rahmen von Vermessungsarbeiten von 1955 bis 1957 diente.